# Cyrtinus fauveli
Cyrtinus fauveli är en skalbaggsart som först beskrevs av Cameron 1909.  Cyrtinus fauveli ingår i släktet Cyrtinus och familjen långhorningar.
Artens utbredningsområde är Haiti. Inga underarter finns listade i Catalogue of Life.